# Chaetocnema sticta
Chaetocnema sticta (лат.) — вид жуков-листоедов (Chrysomelidae) рода Chaetocnema трибы земляные блошки из подсемейства козявок (Galerucinae). Центральная Азия: Индия, Китай, Мьянма.

## Описание
Длина 2,20—2,35 мм, ширина 1,20—1,30 мм. Соотношение максимальной ширины обоих надкрылий к максимальной ширине пронотума 1,09—1,12. Переднеспинка и надкрылья бронзоватые и почти чёрные. Ноги в основном желтовато-коричневые, голени жёлтые. 1-11-й членики жгутика усика желтовато-коричневые. Голова гипогнатная (ротовые органы направлены вниз). От других видов рода Ориентальной фауны отличается уникальной структурой головы: многочисленными экстремально мелкими пунктурами на лбу и вертексе; строением гениталий самцов. Фронтолатеральная борозда присутствует. Кормовые растения неизвестны.
Средние и задние голени с выемкой на наружной стороне перед вершиной. Лобные бугорки не развиты. Переднеспинка без базальной бороздки. Вид был впервые описан в 1926 году по материалам из  Индии. Валидный статус был подтверждён в 2011 году в ходе ревизии палеарктической фауны рода Chaetocnema, которую провели энтомологи Александр Константинов (Systematic Entomology Laboratory, USDA, c/o Smithsonian Institution, National Museum of Natural History, Вашингтон, США), Андрес Баселга (Andrés Baselga; Departamento de Zoología, Facultad de Biología, Universidad de Santiago de Compostela, Santiago de Compostela, Испания), Василий Гребенников (Ottawa Plant Laboratory, Canadian Food Inspection Agency, Оттава, Канада) с соавторами (Jens Prena, Steven W. Lingafelter).